# Giuseppe Bosco
Giuseppe Bosco (Manzano, 21 gennaio 1932 – Manzano, 9 giugno 2022) è stato un calciatore italiano, di ruolo centrocampista.

## Carriera
Nel ruolo di mediano, debuttò in Serie B nella stagione 1955-1956 con il Messina, disputando con i siciliani sette campionati cadetti per un totale di 167 presenze.
Nel 1962 passò al Vittorio Veneto, in Serie C.